# Hanshin Koshien Stadium
Hanshin Koshien Stadium (阪神甲子園球場, Hanshin Kōshien Kyūjō), är en basebollarena i Nishinomiya i Hyōgo prefektur i Japan. Arenan är hemmaarena för Hanshin Tigers, som spelar i Nippon Professional Baseball. Den byggdes för att stå värd för de nationella gymnasiemästerskapen i baseboll och invigdes 1924. Utöver den nationella mästerskapsturneringen som hålls i augusti spelas även en inbjudningsturnering under våren, båda dessa turneringar är kända som Kōshien.
De årliga gymnasiemästerskapen i baseboll startades på 1910-talet av dagstidningar i Kansai, de blev snabbt mycket populära och järnvägsföretaget Hanshin byggde två basebollplaner i Naruo där turneringarna kunde hållas. I början av 1920-talet lockade mästerskapen så många åskådare att Hanshin beslutade att bygga en betydligt större stadion och ett antal omkringliggande idrottsanläggningar i anslutning till Hanshinlinjen mellan Osaka och Kobe.
Koshien Stadium byggdes i stål, betong och tegel och utformades med Polo Grounds i New York som förlaga, när den stod färdig 1924 tog den 60000 åskådare och var den största arenan i Asien. Arenan öppnade 1 augusti 1924 för att hålla den tionde upplagan av gymnasiemästerskapen och den andra upplagan av inbjudningsturneringen.
Hanshin Koshien Stadium renoverades mellan oktober 2007 och mars 2010.
Arenan används även för amerikansk fotboll och står årligen värd för mästerskapsmatchen Koshien Bowl, där de bästa universitetslagen från östra och västra Japan möts.